# Asia Rugby
L'Asia Rugby est l'organisme qui gère le rugby à XV en Asie. Il s'agit d'une des six associations régionales de World Rugby.

## Histoire
Le 15 décembre 1968 à Bangkok, l'Asian Rugby Football Union est fondée à l'initiative des fédérations de Hong Kong, du Japon, et de la Thaïlande, afin de créer un championnat annuel rassemblant les équipes nationales asiatiques. Cinq autres fédérations font également partie des fondateurs de cet organisme destiné à régir l'organisation du rugby sur le continent asiatique : la Corée du Sud, le Sri Lanka, la Malaisie, Singapour et Taïwan.
Dès 1969, un championnat est organisé entre les nations fondatrices, il est reconduit tous les deux ans à partir de 1970 et les trophées sont trustés par le Japon et la Corée du Sud. L'ARFU organise également à partir de 1990 les matchs qualificatifs pour les Coupes du monde de rugby.
En 1998, les équipes de Chine et d'Inde participent pour la première fois au Championnat asiatique des nations disputé à Singapour. Elles sont suivies par le golfe Persique en 2000 puis le Kazakhstan en 2002. Dans les années 2000, devant l'augmentation du nombre de ses membres, l'ARFU organise des tournois chaque année et met en place un système de divisions avec des promotions et des relégations. En 2008, le championnat prend le nom de Tournoi des cinq nations asiatique et en 2015 celui d'Asian Rugby Championship.
Par ailleurs, l'ARFU organise les compétitions de rugby à sept qui se déroulent sur le continent, avec notamment son propre circuit dénommé l'Asian Sevens Series. Elle organise également des Championnats des nations asiatiques pour les féminines et les juniors.
En juin 2015, l'ARFU change de nom et devient Asia Rugby, en concordance avec le changement d'identité du World Rugby et des autres institutions continentales.
Les quartiers de la fédération asiatique sont délocalisés de Hong Kong à Dubaï en septembre 2021.

## Membres
L'association recense 36 membres dont 23 membres et 4 membres associés de World Rugby
23 membres de World Rugby
- Chine
- Corée du Sud
- Émirats arabes unis
- Guam
- Hong Kong
- Inde
- Indonésie
- Iran
- Japon
- Jordanie
- Kazakhstan
- Laos
- Malaisie
- Mongolie
- Népal
- Ouzbékistan
- Pakistan
- Philippines
- Qatar
- Singapour
- Sri Lanka
- Taipei chinois
- Thaïlande

4 membres associés de World Rugby
- Brunei
- Liban
- Kirghizistan
- Syrie

3 membres d'Asia Rugby
- Afghanistan
- Palestine
- Bangladesh

6 associées d'Asia Rugby
- Arabie saoudite
- Bahreïn
- Cambodge
- Irak
- Macao
- Oman

## Logo
L'ARFU change d'identité visuelle avec un nouveau logo en avril 2013. Le logo est adapté lorsque l'Asia Rugby adopte son nouveau nom.

Évolution du logo
Logo abandonné en avril 2013.
Logo d'avril 2013 à juin 2015.
Logo depuis juin 2015.

## Présidents
- depuis novembre 2019 :  Qais Al-Dhalai[7]

## Classement masculin World Rugby par nation
Le tableau suivant retrace le classement des sélections de la Confédération asiatique de rugby depuis 2003 d'après leurs points au classement mondial World Rugby établi en fin d'année civile de coupe du monde.
| Équipe              | 2003 | 2007 | 2011 | 2015 | 2019 | 2023 |
| ------------------- | ---- | ---- | ---- | ---- | ---- | ---- |
| Japon               | 20   | 18   | 15   | 10   | 8    | 12   |
| Corée du Sud        | 22   | 23   | 31   | 25   | 30   | 30   |
| Hong Kong           | 28   | 27   | 26   | 23   | 21   | 24   |
| Taipei chinois      | 32   | 48   | 57   | 66   | 66   | 65   |
| Chine               | 39   | 41   | 62   | 69   | 80   | 82   |
| Kazakhstan          | 43   | 32   | 30   | 43   | 63   | 64   |
| Singapour           | 55   | 54   | 52   | 59   | 55   | 55   |
| Thaïlande           | 59   | 67   | 65   | 74   | 77   | 80   |
| Sri Lanka           | 63   | 49   | 46   | 38   | 47   | 45   |
| Malaisie            | 69   | 79   | 63   | 57   | 49   | 51   |
| Inde                | 91   | 84   | 74   | 76   | 86   | 86   |
| Émirats arabes unis | -    | -    | -    | 85   | 62   | 61   |
| Philippines         | -    | -    | -    | 53   | 41   | 39   |
| Indonésie           | -    | -    | -    | 98   | 103  | 108  |
| Guam                | 71   | 86   | 86   | 72   | 75   | 73   |
| Pakistan            | -    | -    | -    | 80   | 94   | 92   |
| Ouzbékistan         | -    | -    | -    | 90   | 92   | 89   |
| Iran                | -    | -    | -    | -    | -    | 94   |
| Laos                | -    | -    | -    | -    | -    | 94   |
| Golfe Persique      | 46   | 47   | -    | -    | -    | -    |